# Barva očí
Barva očí je polygenní fenotypový znak člověka, který závisí na množství pigmentu melaninu v pigmentových vrstvách duhovky.

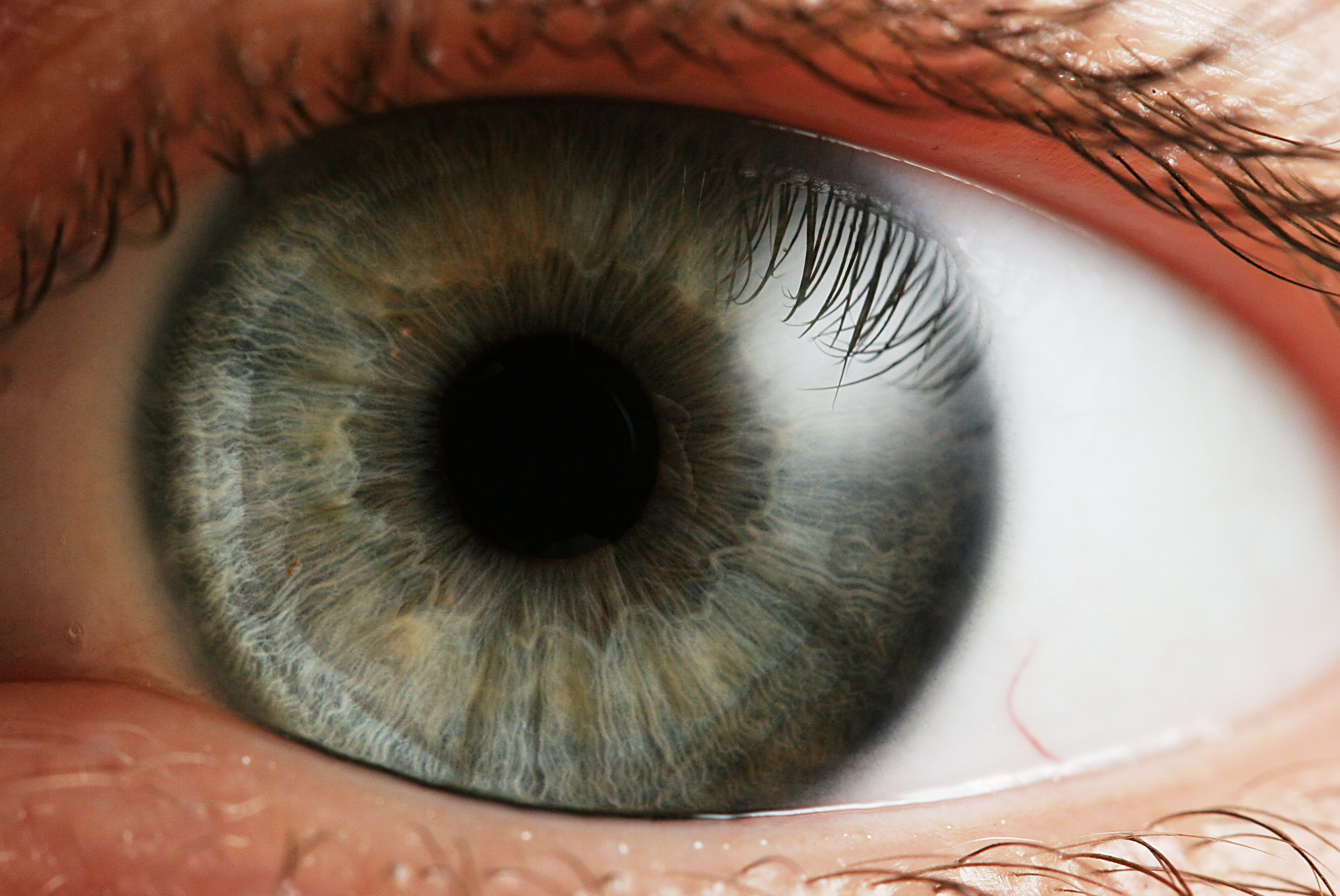
Lidské oko

Podle obsahu melaninu se barva duhovky u člověka pohybuje od šedé po tmavě hnědou. Záleží na množství, druhu a rozložení melaninu v přední pigmentové vrstvě (nacházející se na povrchu duhovky) a stromatu duhovky. Modrá, stejně jako také zelená a oříšková barva vzniká díky rozptylu krátkovlnného světla na duhovce s menším obsahem melaninu, díky efektu nazývanému Tyndallův rozptyl, neboť v duhovce samotné se žádné modré ani zelené barvivo nevyskytuje. Jedná se o jev podobný Rayleighovu rozptylu, který je zodpovědný za modrou barvu oblohy.
Genetické určení a dědičnost barvy očí je značně komplikovaná. Dříve se věřilo, že barva duhovky se dědí podle základních mendelovských pravidel, kdy hnědá má kompletní dominanci nad modrou barvou. Dnes se však již ví, že jde o polygenní znak, na jehož vzniku se podílí až 15 genů. Za nejvýznamnější z nich se považují geny OCA2 a HERC2. Přestože genetika barvy očí je tak komplexní, že u rodičů a dětí se může vyskytnout v podstatě jakákoliv kombinace barev, většinu výsledných barev duhovky můžeme vysvětlit polymorfismy na těchto dvou genech.

## Anatomie duhovky
Za barvu očí je zodpovědná právě duhovka, která při pohledu na oko tvoří mezikruží obklopující čočku. Její zabarvení určuje druh pigmentu melaninu, jeho množství a způsob uložení. Melanin je v oku uložen v melanocytech, jejichž počet se však u různých barev očí nijak neliší a nemá tím pádem na ni vliv. Co má na barvu největší vliv, je druh melaninu, který může existovat ve dvou formách, buď světlý feomelanin, nebo tmavý eumelanin, a jejich poměr a množství.
Duhovkovou tkáň můžeme horizontálně rozdělit na pět buněčných vrstev: přední list, stroma, svěračový a dilatační sval a vnitřní pigmentový epitel. Obě pigmentované vrstvy pocházejí z jiného zdroje – přední list je mezodermálního původu, zatímco zadní list ektodermálního. Melanocyty stromatu jsou stejného embryogenetického původu jako melanocyty v pokožce. Radiální dilatační sval je inervován sympaticky a cirkulární svěračový sval je inervován parasympaticky.
Zadní list, označující se jako pigmentovaný epitel duhovky (IPE – iris pigment epithelium), je vždy pigmentovaný, ovšem, přestože obsahuje melanin, na barvu duhovky nemá skoro žádný vliv, neboť jeho pigmentace je v podstatě stejná u všech barev očí. Sousední stroma a přední list ovlivňují výslednou barvu nejvíce. Stroma se skládá z řídkého kolagenního vaziva tvořeného především kolagenními vlákny, fibroblasty, melanocyty a imunitními buňkami, např. makrofágy. Přední list je velice tenký, obzvlášť když není pigmentovaný a skládá se z modifikovaných buněk stromatu.
Pokud obsahují melanocyty méně melaninu, duhovka pak více rozptyluje krátkovlnné modré světlo. Když jsou tedy i přední list i stroma málo pigmentované, oko se nám jeví jako modré, popř. šedé, což je ve skutečnosti nejsvětlejší odstín modré. Při větším množství melaninu v předním epitelu vznikne kombinací hnědé a modré zelená barva. Pokud je v předním listu velké množství melaninu, duhovka méně rozptyluje krátkovlnné světlo a výsledná barva je spíše hnědá, popř. až černá.

## Molekulární podstata pigmentace
Barva očí je způsobena pigmentem melaninem, především jeho množstvím a druhem. Melanin je v duhovce uložen v pigmentových buňkách melanocytech, které se mimo jiné nacházejí i v pokožce a vlasech a určují i jejich barvu. Dělí se na dva druhy – světlý feomelanin, který má žluto-červenou barvu, a tmavý eumelanin, který je spíše hnědo-černý. Oba dva druhy se vytvářejí ve speciální organele melanocytů – v melanozomech, které se pak podle toho, jaký druh obsahují, rozdělují na eumelanozomy a feomelanozomy. Barva duhovky závisí na poměru světlých a tmavých melanozomů v předním epitelu a stromatu duhovky. Proces, za kterého dochází vytvoření melaninu v melanozomech, se nazývá melanogeneze a účastní se ho více než 1500 proteinů (Chi, Valencia, Hu, Watabe, Yamaguchi, Mangini, Huang, Canfield, Cheng, Yang, et al. 2006). V pokožce se spouští dopadem UV záření.
Melanogeneze začíná navázáním hormonu na receptor buňky melanocytu. Příkladem takovéto signální látky je α-MSH, který patří do skupiny Melanocyty stimulujících hormonů (MSH). Navázáním tohoto hormonu na receptor MCR1 (Melanocortin Receptor 1) se spustí signální kaskáda, jejímž prvním krokem je produkce enzymu, který následně zvýší v buňce úroveň cyklického adenosinmonofosfátu (Cyclic Adenosine Monophosphate – cAMP). Tento druhý posel aktivuje transkripční faktory, které se následně přemístí do jádra, kde zahájí transkripci části DNA, která řídí expresi proteinů zúčastňujících se zrání melanozomů (Scherer, Kumar 2010).
Prvním krokem zrání melanozomů je vytvoření váčku nazývaného vezikul z endoplazmatického retikula. Po vytvoření tohoto váčku je do něj přesunut enzym tyrosináza (TYR), který se jako první zúčastňuje tvorby melaninu. Melanin v melanzomech vzniká z aminokyseliny tyrosinu, především díky enzymu tyrosináze. Pokud je jeho aktivita bazální, zrání melanozomu se zastaví a vzniká pouze feomelanin. Pro vytvoření eumelanozomu je potřeba, aby proces melanogeneze dál pokračoval, a k tomu je nutná kromě dalších faktorů vysoká aktivita TYR.

## Genetický původ
Barva očí je dědičný znak, který vzniká spolupůsobením několika genů. Výslednou barvu ovlivňují malé změny na těchto genech. Podle těchto variací, kterým se říká jednonukleotidové polymorfismy (SNP), se hledají geny, které mají na fenotyp duhovky vliv. Přesný počet těchto genů zatím neznáme, existují však důkazy, že na barvě očí člověka se podílí až 16 různých genů, z nichž každý má různý vliv. V Rotterdamské studii (2009) bylo zjištěno, že modrou a hnědou barvu očí lze predikovat s 90% úspěšností pouze díky 6 SNP na 6 různých genech. Největší podíl na variabilitě barvy očí mají dva geny umístěné na 15. chromosomu – OCA2 a HERC2.
OCA2 (Oculocutaneous albinism type 2) je gen způsobující albinismus u lidí. Jeho polymorfismy jsou spojeny s hypopigmentací duhovky a pokožky. Tento gen kódující transmembránový protein P, který napomáhá zrání melanozomů a tím zvyšuje množství melaninu, je považován za gen určující rozdíly mezi světlou a tmavou barvou očí. Jako gen, který má na barvu očí největší vliv, se však udává gen HERC2. Tento gen rozpoznává molekula HTLF (Helicase-Like Transcription Factor) jako součást komplexu SWI-SNF (SWItch-Sucrose Non Fermentable). Alela A jednoho jeho polymorfismu je rozpoznána DNA-vazebnou doménou HTLF, díky čemuž se rozvolní oblast dovolující navázání transkripčních faktorů MITF (Microphtalmia – Associated Transcription Factor) a LEF1 (Lymphoid Enhancer Factor-1 ) a následnou transkripci genu OCA2, který se nachází v těsné blízkosti a způsobuje vznik hnědé barvy očí. Při druhém polymorfismu je však oblast nerozpoznána, kvůli čemuž nedochází k transkripci OCA2, což má za následek nezrálost melanozomů a modrou barvu očí. Kromě těchto dvou genů, které barvu očí ovlivňují asi nejvíce, se udává ještě několik dalších genů, které na ni mají různě veliký vliv. Mimo jinými ji mohou do jisté míry změnit mutace na genech TYR (Tyrosinase), který řídí enzym tyrosinázu, a MCR1 (Melanocortin 1 Receptor), který obsahuje instrukce receptor melanocytu. Polymorfismy genu MCR1 jsou spojovány s normálními rozdíly pigmentace a u jedinců s albinismem 2. typu (s mutací na genu OCA2) způsobují zrzavou barvu vlasů namísto blonďaté. Geny TYR a SLC24A4 (Sodium/potassium/calcium exchanger 4) jsou spojené s rozdíly mezi modrou a zelenou barvou očí.

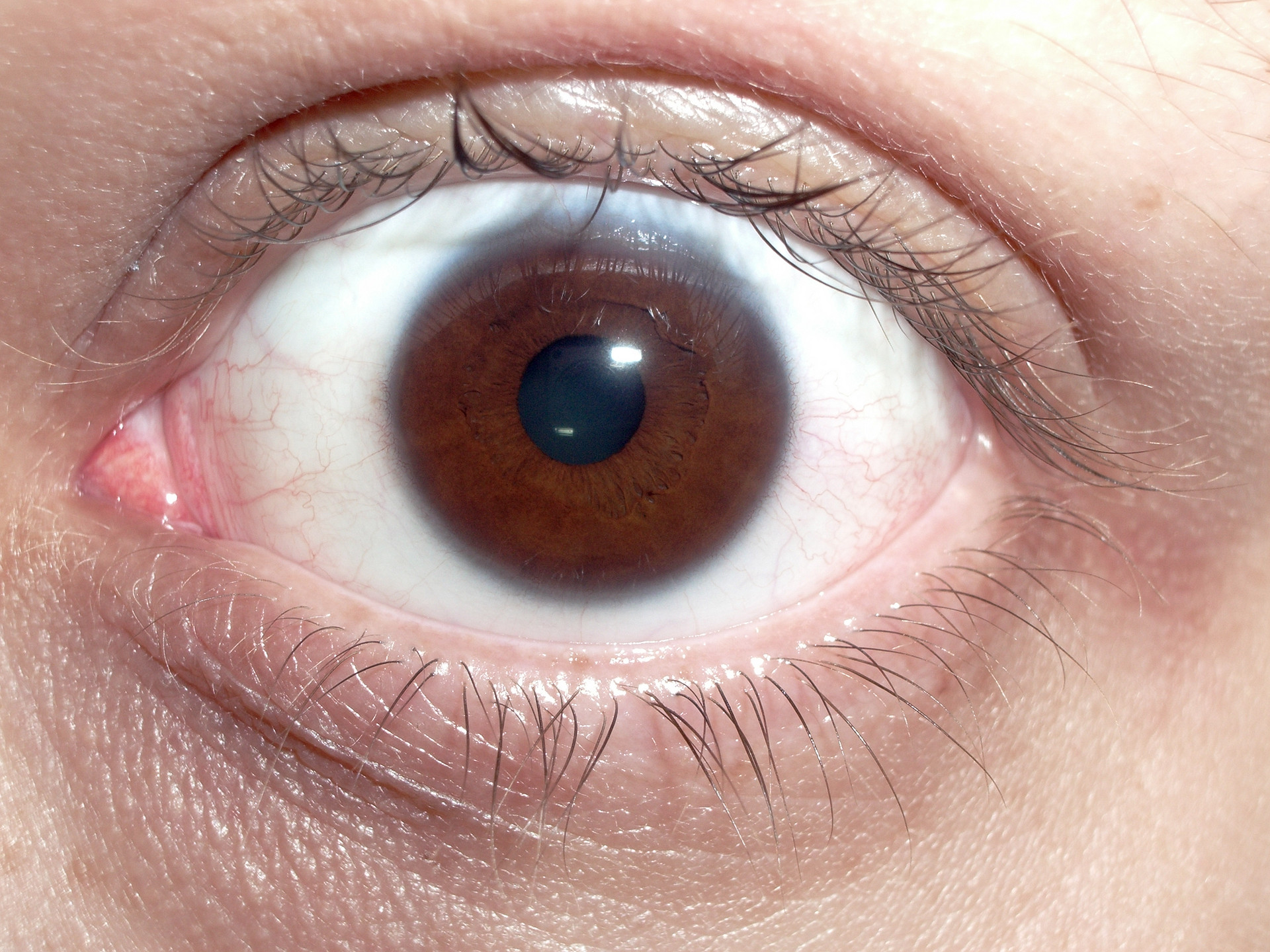
Hnědé oko

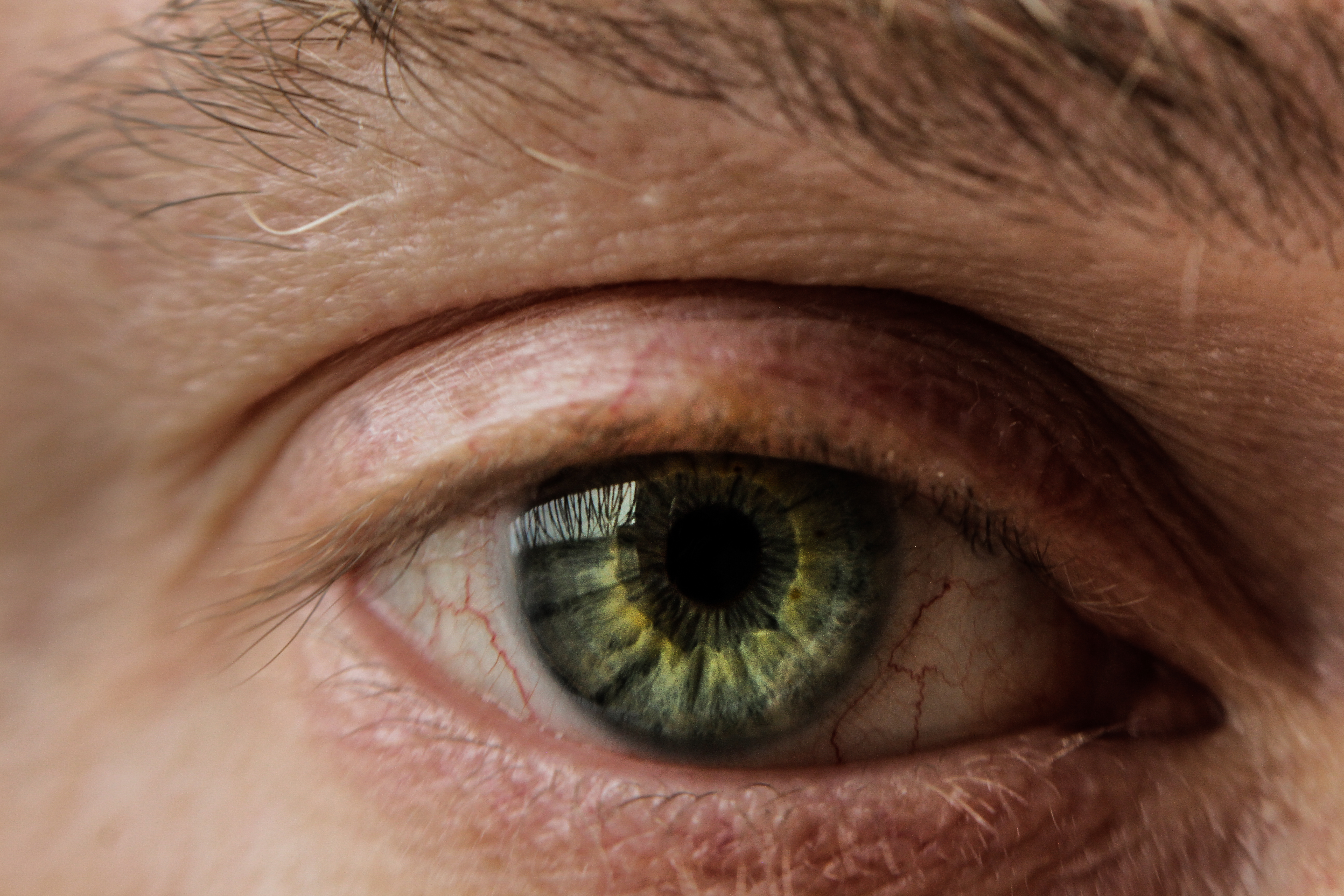
Zelené oko

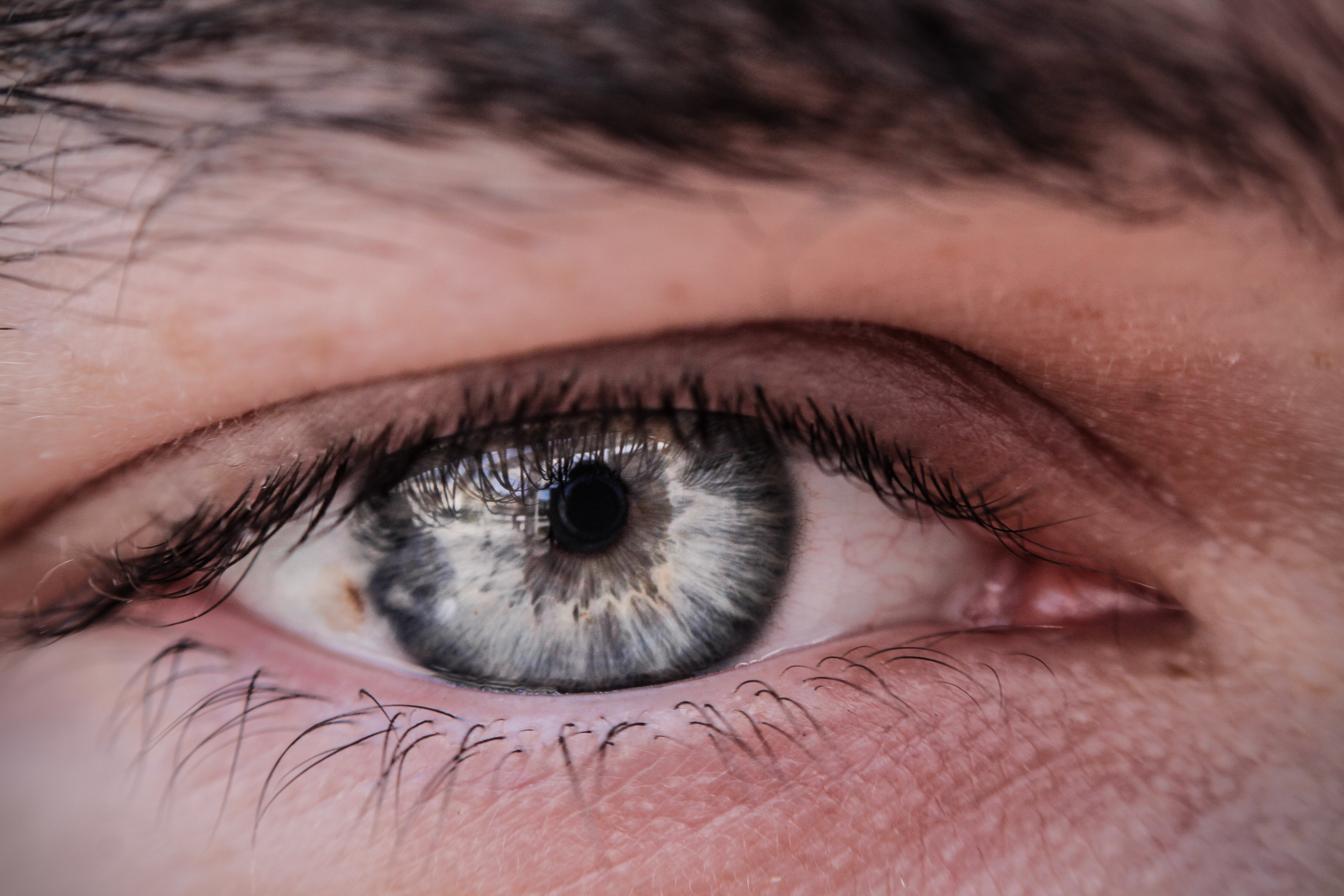
Šedé oko

## Variabilita a rozšíření barev očí
V populaci se vyskytuje mnoho odstínů barev očí. Přestože barvy duhovky tvoří spektrum sahající od světle modré po tmavě hnědou až černou, většinou se pro její zařazení používá tříbodová škála modré, zelené a hnědé. K těmto třem se navíc někdy uvádí i oříšková, což je kombinace hnědé a zelené, šedá, která je nejsvětlejší odstín modré, případně jantarová, které nádech žluté dodává světlý feomelanin a barvivo lipochrom. Tyto barvy zahrnuje do své stupnice např. Martin-Schulzova stupnice, která rozlišuje až 20 odstínů.
Určit barvu očí není ale nijak jednoduché. Zabarvení duhovky je totiž sice dáno geneticky, není však vždy stejné jako barva očí, se kterou se narodíme. Barva očí se může v průběhu života měnit a není vzácné, že někomu, kdo se narodil s modrýma očima, oči v prvních letech života ztmavnou. Tyto změny se většinou odehrávají v prvních třech letech a jsou způsobeny tím, že melanocyty začnou vytvářet melanin až pod vlivem slunečního záření a oko mírně zhnědne. V některých případech může oko tmavnout až do desátého roku, vzácně i celý život.
Největší rozmanitost barev očí je v evropské populaci, popř. také v Severní Americe. Modrá barva je nejčastější v severní, střední a východní Evropě a v USA, v menší míře se vyskytuje také v jižní Evropě a ve střední Asii, výjimečně se objevuje i v severní Africe a jižní Asii. Šedé oči, které přestože vypadají tmavší, obsahují ještě méně pigmentu než oči modré, jsou rozšířené především na východě a na severu Evropy. Zelená barva je nejčastější v severní, střední a západní Evropě, na Islandu spolu s modrou barvou pokrývá přibližně 90 % obyvatelstva. Hnědá barva je nejčastější barvou očí na světě, kterou má přibližně 55–79 % všech lidí. Její tmavší varianta převažuje u obyvatel Afriky a východní a jihovýchodní Asie, světlejší hnědou můžeme najít ve východní Asii, Evropě a Americe.

## Evoluční historie modré barvy
Původní barva duhovky u člověka byla podle všech předpokladů hnědá. To znamená, že z počátku měli všichni lidé hnědé oči a ke vzniku dalších, světlejších variant došlo až později, jsou tedy evolučně mladší. Literatura z roku 2002 předpokládala, že mutace pro modrou barvu vznikla před přibližně 10 000–6 000 lety v oblasti severozápadně od Černého moře. K jejímu rozšíření do Evropy došlo při migraci obyvatel přes tuto oblast. Spolu s tímto znakem se v evropské populaci často vyskytuje také světlá pleť a vlasy. Studie z roku 2025 ukazuje na raný výskyt v severní a západní Evropě.
Světlý fenotyp se výrazně vyskytuje pouze v Evropě. Proč to tak je, zůstává stále záhadou, máme však různé hypotézy. Několik z nich již bylo přesvědčivě zamítnuto – např. hypotéza provázanosti moderního člověka s Homo neanderthalensis. Jelikož je znak způsoben více geny, není možné ani jeho fixace efektem zakladatele (také bottleneck efekt), při kterém se některé znaky rozšíří po náhlém snížení populace a poklesu genové diverzity.
Objevila se také teorie, že světlé oči se udržely pomocí přírodního výběru, neboť poskytují výhodu přesnějšího vidění v přímořských severních oblastech, kde je méně světla a často se tam tvoří mlhy. Této hypotéze však odporuje skutečnost, že světlý typ duhovky je ve velké míře rozšířen i v kontinentálním prostředí s normální oblačností a že v takovém případě by stačilo pouze snížit pigmentaci duhovky, nebyla by tedy potřeba široká škála barev. Navíc spíše než výhody přináší v přírodě nápadné barvy svému nositeli více nevýhod, neboť je snazším cílem pro predátora.
Zbyla nám tedy teorie pohlavního výběru. V tehdejší lovecko-sběračské společnosti, kdy muži chodili na lov a byli tím vystavováni většímu nebezpečí, byl poměr mužů a žen nevyvážený. Při výběru partnerky mohly světlé oči pro ženu představovat výhodu, neboť byly neobvyklé a tím pádem i atraktivní. Jelikož světlooké ženy měly větší pravděpodobnost předat své geny dál, modré oči se rozšířily a tím se staly méně neobvyklými, kvůli čemuž ztratily svou výhodu a nepřevládly. Důvodem, proč se tento znak rozšířil právě tam, je nejspíše to, že v tehdejším chladném klimatu, kde stáda putovala na velké vzdálenosti a lov se tím ztížil, byla větší mužská úmrtnost než v ostatních oblastech.

## Výběr partnera na základě barvy očí
V současnosti jsou světlejší varianty očí rozšířenější než dříve a společnost se také výrazně změnila, svůj původní evoluční smysl zvýšení šance na přežití ženám tedy ztratily. Přesto však několik studií dokázalo, že barva očí stále hraje u výběru partnera velkou roli.
U lidí při výběru partnera hraje roli několik vlastností, jde tedy o tzv. assortative mating, neboli výběrové či nenáhodné párování. Partneři jsou cíleně vybíráni především na základě co největší podobnosti (Spuhlerem 1968, Zajonc & al. 1987; Hinsz 1989). Velkou roli má také imprinting, neboli vtisk podoby rodičů, který pak může mít velký vliv podvědomě. Preference pro výběr partnera nejvíce ovlivňuje věk, podoba i jiná podobnost s rodičem opačného pohlaví (Wilson & Barrett 1987, Perrett & al. 2002, Jedlicka 1980). Mezi tyto znaky, jejichž atraktivitu ovlivňuje efekt podobný imprintingu, imprinting-like effect, patří právě i barva očí. Bez ohledu na imprinting bylo dokázáno, že modroocí muži považují modrooké ženy za atraktivnější. Toto platí pouze u modrookých mužů a ne u hnědookých mužů, ani u všech žen. Je možné, že je to způsobeno tím, že pokud má modrooký muž dítě s modrookou ženou, je minimální pravděpodobnost, že spolu budou mít hnědooké dítě, a muž si tedy při narození dítěte může být jistější věrností své partnerky (Apicelly & Marlowea 2004).

## Souvislost barvy očí s biologickými a psychickými znaky člověka

### Souvislost s chováním
Existuje mnoho teorií o provázanosti různých barev očí s jistými osobnostmi a typy chování. V několika různých studiích, které byly na toto téma provedeny, bylo zjištěno, že modrooké děti jsou plašší a ostýchavější než hnědooké, přičemž to platí více pro chlapce (Coplan 1998). Jako vysvětlení tohoto jevu Reznick (1989) nabízí, že množství melaninu souvisí s množstvím hormonů, mimo jinými s kortisolem, jehož množství je navíc ovlivněno pohlavím. Je však pravděpodobné, že provázanost barvy očí a chování mizí po devátém věku života spolu s tím, jak narůstá vliv prostředí a socializace (Rubin a Both 1989). Navíc bylo zjištěno, že hnědoocí jsou reaktivnější a citlivější na podněty, zatímco modroocí jsou lepší v taktizaci (Worthy a Markle 1970, 1972, 1976). To je vysvětleno tím, že množství melaninu souvisí také s rychlostí přenosu nervového signálu, což může souviset s rychlejšími reakcemi hnědookých jedinců (Hale et al. 1980 in Basett 2001). Jiná studie se zabývala provázaností barvy očí s mírou ovlivnitelnosti. Bylo zaznamenáno, že tmavoocí častěji měnili svůj názor pod vlivem okolí, oproti tomu světloocí ho častěji měnili spontánně, bez ohledu na ostatní. Vysvětlením je zde, že tmavoocí více vnímají vlivy společnosti než světloocí (Karp 1972 in Gary & Glover 1975).

### Souvislost s náchylností k nemocem
Kromě psychických souvislostí nám může barva očí také pomoci odhadnout náchylnost k některým onemocněním. Zkoumáno bylo několik nemocí, a to na základě předpokladu, že barva očí může souviset s nemocemi ovlivněnými UV zářením. V jedné studii, zabývající se očním melanomem, bylo zjištěno, že osoby se světlýma očima byly mnohem více postižené a častěji na tuto nemoc umíraly, přičemž nejméně postižení byli hnědoocí jedinci (Regan 1999). Další zkoumanou nemocí byl šedý zákal (také katarakt), u kterého bylo zjištěno, že hnědoocí jedinci mají naopak větší riziko vzniku této nemoci (Cumming 2000). Tmavá pigmentace na jednu stranu pohlcuje více UV záření, které podporuje vznik melanomu, ale na druhou stranu tím zvyšuje teplotu čočku, což může mít za následek vznik šedého zákalu.
Míra pigmentace má vliv i na s melaninem zdánlivě nesouvisející nemoci. Bylo zjištěno, že nedostatek pigmentu způsobuje větší pravděpodobnost vzniku poruch řeči, např. koktání (Christensen 1989). Koktání je kromě stresujících či traumatických zážitků ovlivněno i hypopigmentací a hladinou testosteronu, což znamená, že je do značné míry dáno dědičně. Další zajímavý výzkum provedla Helen Cullington (2001), která objevila spojitost mezi barvou očí a hluchotou po prodělání meningitidy (zánět mozkových blan). U meningitidy, která je nejčastější příčinou ohluchnutí v dětství, dříve nebyl jasný žádný způsob jak určit, jaké dítě, které zánět přežije, se kompletně uzdraví a jaké ohluchne. Cullingtonová zjistila, že 94 % hluchých pacientů mělo světlé oči. Z toho vyvodila, že jedinci s hnědýma očima mají více melaninu i ve vnitřním uchu, a ten chrání hlemýždě před látkami s nepříznivým vlivem na sluchové nervy.
Dále bylo také zjištěno, že modroocí jsou více náchylní k alkoholismu (Basett 2001). Bez ohledu na pohlaví měli světloocí častější problémy s alkoholem. To je vysvětlováno tím, že hnědoocí mají vyšší fyziologickou citlivost na alkohol a drogy, pro dosažení žádaných účinků jim tedy stačí menší množství a mají proto menší šanci vytvoření závislosti. Nabízí se i další teorie a to, že jestliže jsou modroocí plaší a úzkostnější, mají větší motivaci k požívání alkoholu, který dokáže lidi uvolnit a zbavit strachu.

## Poruchy barvy očí

### Albinismus
Albinismus je vzácné recesivní dědičné onemocnění poruchy metabolismu, kvůli kterému se defektem enzymu tyrosinázy nevytváří pigment melanin, který může v kůži, vlasech a očích chybět částečně nebo úplně. Kromě lidí se může vyskytovat i u všech druhů obratlovců i dalších zvířat a dokonce i rostlin. Nemocní jedinci pak mají kvůli nedostatku melaninu nápadně růžovou pokožku, světlé vlasy a narůžovělé oči. Kvůli nedostatku pigmentu jsou málo chránění před UV zářením, kvůli čemuž je jejich pokožka extrémně citlivá a hrozí u nich větší riziko vzniku kožních nádorů.
Stupeň depigmentace u albinismu se může velmi lišit a albinismus také můžeme rozdělit na více typů. První z nich je okulární neboli oční albinismus, u kterého jsou postiženy pouze oči a pokožka i vlasy jsou normálně pigmentované. Dalším typem je okulokutánní albinismus, který postihuje celé tělo. Ten se dá dále rozdělit na částečný a úplný podle toho, zda pigment chybí pouze částečně či kompletně. Kromě toho se objevují i další ojedinělé formy, mezi které patří např. vážnější Heřmanského-Pudlak syndrom (HPS), u kterého mají pacienti problémy s krvácením a onemocněními plic.
Červená barva očí u albínů je způsobena depigmentací duhovky. Jelikož pigment ztratí i zadní vrstva (IPE), která je jinak pigmentovaná u všech barev očí, ven prosvítají kapilárky v oku, kvůli čemuž se duhovka zdá zbarvená do červena. V lehčích případech je oko pouze velmi světlé, ale u těžších případů může být až růžové. Kvůli nedostatku melaninu se u lidí trpících albinismem také vyskytují zrakové poruchy jako např. strabismus, nystagmus, fotofobie, špatný zrak a někdy až slepota.

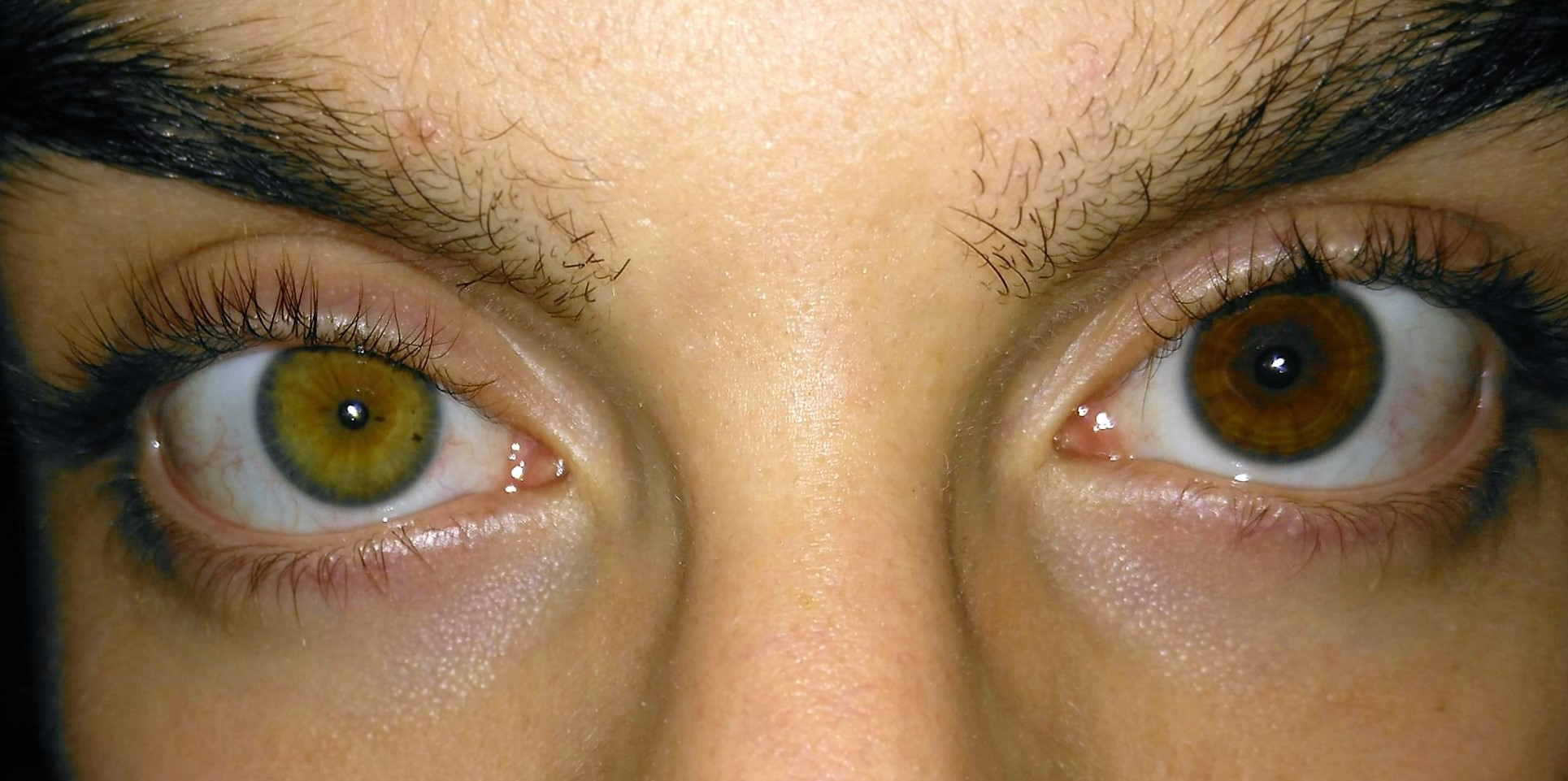
Úplná heterochromie

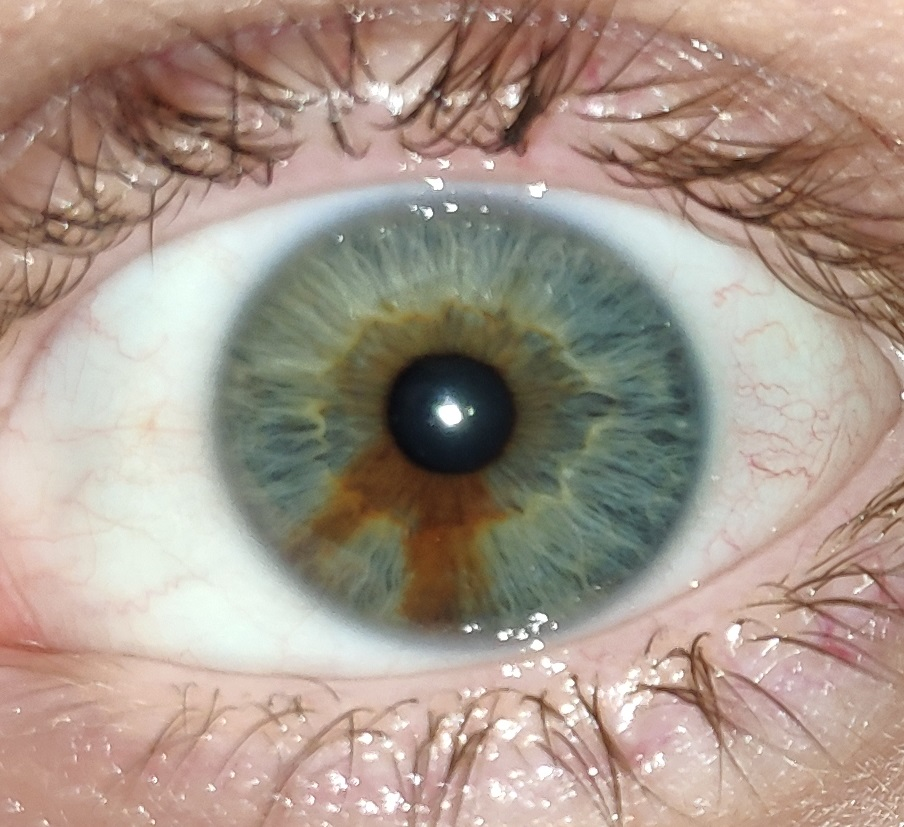
Částečná heterochromie

Okulokutánní albinismus může být rozdělen do několika skupin podle toho, na kterém genu je mutace způsobující nemoc – jedná se o typy OCA1-7. OCA1 způsobuje mutace genu TYR, což je strukturní gen pro tyrosinázu a jeho mutace může zavinit úplnou absenci tohoto enzymu. Gen OCA2 řídí vznik proteinu P, který umožňuje transport tyrosinu při jeho syntéze na melanin a právě jeho mutace je nejčastější příčinou vzniku albinismu. Další typy jsou velmi vzácné a většinou jsou spojeny s určitým místem (např. OCA3 se vyskytuje v Africe, OCA4 v Japonsku, atd.). Okulární albinismus může také být rozdělen na tři druhy, který se každý liší svými příznaky.

### Heterochromie
Heterochromie (heterochromia iridis/iridum neboli různobarevnost) je vzácná odchylka, která může být buď vrozená, nebo může vzniknout jako následek nemoci či zranění v průběhu života. Její častější varianta je úplná heterochromie, která způsobuje, že každé oko má jinou barvu. Vzácněji se vyskytuje také částečná heterochromie, u které se barvou (neboli pigmentací) liší pouze část duhovky jednoho oka. Častěji než u lidí se heterochromie objevuje u zvířat, např. u koček.
Heterochromie většinou vzniká dědičně, a to na základě autozomálně dominantní dědičnosti. Příčinou je mutace na genu, který určuje rozmístění melaninu. V určitých případech může také vzniknout následkem zranění nebo jakožto příznak některé nemoci – např. Hornerův syndrom, Fuchsova heterochromní iridocyklitida. Pokud je však dědičná, není spojená s žádnou poruchou a nijak neovlivňuje zrak, ani nezpůsobuje jiné zrakové nemoci, nepotřebuje tedy nijak léčit.
Centrální heterochromie je specifická forma heterochromie, která se projevuje tmavším prstencem na duhovce okolo čočky. V takovém případě je skutečná barva oka světlejší barva na okraji duhovky.